# Eusterinx armata
Eusterinx armata là một loài tò vò trong họ Ichneumonidae.